# Fernando Reges
Fernando Francisco Reges Mouta, meglio noto come Fernando (Alto Paraiso de Goias, 25 luglio 1987), è un calciatore brasiliano, centrocampista svincolato.

## Caratteristiche tecniche
È soprannominato "O Polvo" (il polpo) per la grande quantità di palloni che recupera durante ogni sua partita. Abbina, inoltre, le sue doti fisiche ad ottime qualità tecniche. Preciso nei passaggi, riesce quasi sempre a cercare la profondità per i compagni d'attacco, ed in più ha grande forza fisica. Si è adattato con l'allenatore Villas Boas, a giocare nel 4-3-3 come centrale di centrocampo.
Si è definito un numero 6, un mediano.

## Carriera

### Club

#### Gli inizi

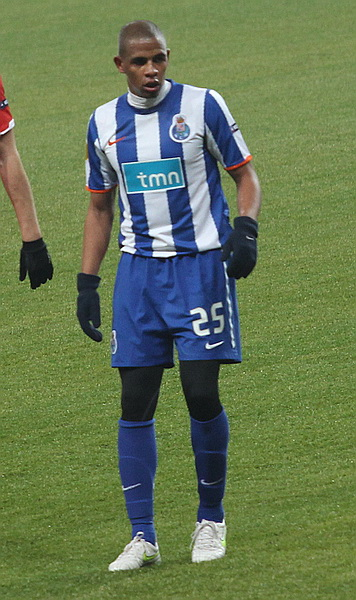
Fernando con la maglia del Porto nel 2010.

Fernando Reges muove i primi passi nel Vila Nova, club brasiliano, prima di essere ceduto nel 2007 al Porto, con cui firma un contratto della durata di 5 anni prima di essere subito girato in prestito all'Estrela Amadora. Nella stagione 2008-2009 ritorna al Porto, allenato da Jesualdo Ferreira, con il quale si aggiudica il campionato portoghese.
Nel 2010-2011, con André Villas-Boas in panchina, vince campionato, Coppa del Portogallo, Supercoppa del Portogallo e Europa League, centrando il treble. In quella stagione si mette in luce come uno dei talenti più fulgidi d'Europa. In sei stagioni con il Porto totalizza globalmente 237 presenze e 6 reti, vincendo anche 4 campionati, 3 coppe e 4 supercoppe in ambito nazionale, oltre alla già citata Europa League.

#### Manchester City
Il 25 giugno 2014 viene acquistato dal Manchester City per 15 milioni di euro. Con i Citizens vince la Football League il 28 febbraio 2016, battendo in finale il Liverpool ai tiri di rigore; nella stessa stagione giunge in semifinale di Champions League, dove realizza uno sfortunato autogol al Bernabéu contro il Real Madrid nella gara di ritorno, terminata 1-0 per gli spagnoli, poi vincitori del trofeo. In tre anni al City gioca complessivamente 102 partite, segnando 4 reti.

#### Galatasaray e Siviglia

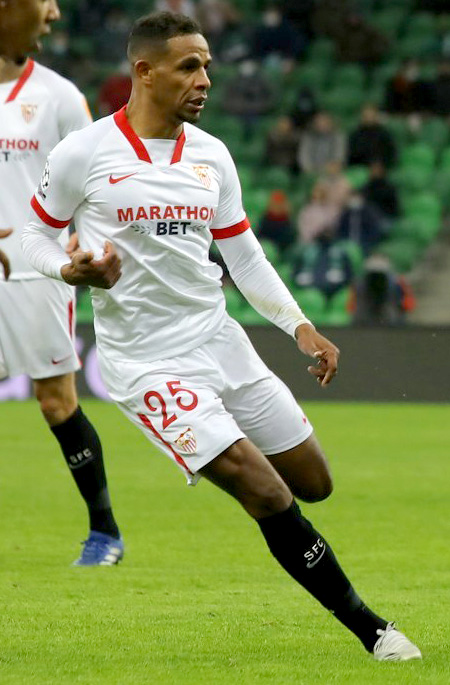
Fernando in azione con la maglia del nel 2020.

Il 4 agosto 2017 viene ceduto al Galatasaray, con cui firma un contratto triennale, in cambio di 5.25 milioni di euro. Vince il titolo turco nella prima stagione con il club di Istanbul e bissa il successo l'anno dopo, quando ottiene con i compagni di squadra il double in virtù della vittoria della Coppa di Turchia.
Il 12 luglio 2019 si accasa al Siviglia, per 4.5 milioni di euro, con cui firma un contratto triennale. Il 21 agosto del 2020 vince la sua seconda Europa League (la prima in maglia andalusa), battendo in finale l'Inter per 3-2. Il 30 dicembre 2023, dopo 119 presenze e 6 reti in campionato, risolve con sei mesi di anticipo l'accordo che lo legava al club andaluso.

#### Ritorno al Vila Nova e Internacional
Il 10 gennaio 2024 viene annunciato il suo ritorno al Vila Nova, nel campionato di seconda divisione brasiliana. il suo ritorno nel club che lo ha lanciato dura solo due mesi e si chiude il 21 febbraio 2024 con appena sei presenze nel Campionato Goiano. 
Lo stesso giorno viene annunciato il suo arrivo all'Internacional, con il quale firma un contratto di due stagioni.
Il 12 agosto 2025 rescinde il proprio contratto con il club di Porto Alegre.

### Nazionale
Reges ha collezionato 3 presenze con la nazionale Under-20 brasiliana al campionato sudamericano Under-20 del 2007.
Nel dicembre 2013 è diventato cittadino portoghese e ha dichiarato di essere disponibile a giocare con la nazionale portoghese.

## Statistiche

### Presenze e reti nei club
Statistiche aggiornate al 30 aprile 2025.
| Stagione               | Squadra                | Campionato             | Campionato | Campionato | Coppe nazionali | Coppe nazionali | Coppe nazionali | Coppe continentali | Coppe continentali | Coppe continentali | Altre coppe | Altre coppe | Altre coppe | Totale | Totale |
| Stagione               | Squadra                | Comp                   | Pres       | Reti       | Comp            | Pres            | Reti            | Comp               | Pres               | Reti               | Comp        | Pres        | Reti        | Pres   | Reti   |
| ---------------------- | ---------------------- | ---------------------- | ---------- | ---------- | --------------- | --------------- | --------------- | ------------------ | ------------------ | ------------------ | ----------- | ----------- | ----------- | ------ | ------ |
| 2006                   | Vila Nova              | PD/GO+B                | ?+21       | ?+1        | CB              | 2               | 0               | -                  | -                  | -                  | -           | -           | -           | 23     | 1      |
| 2007                   | Vila Nova              | PD/GO+C                | ?+36       | ?+2        | CB              | -               | -               | -                  | -                  | -                  | -           | -           | -           | 36     | 2      |
| 2007-2008              | Amadora                | PL                     | 26         | 1          | CP+CdL          | 3+2             | 0+0             | -                  | -                  | -                  | -           | -           | -           | 31     | 1      |
| 2008-2009              | Porto                  | PL                     | 25         | 0          | CP+CdL          | 4+2             | 0               | UCL                | 10                 | 0                  | SP          | 0           | 0           | 41     | 0      |
| 2009-2010              | Porto                  | PL                     | 25         | 0          | CP+CdL          | 6+1             | 0               | UCL                | 6                  | 0                  | SP          | 1           | 0           | 39     | 0      |
| 2010-2011              | Porto                  | PL                     | 21         | 0          | CP+CdL          | 4+1             | 0+1             | UEL                | 14                 | 1                  | SP          | 1           | 0           | 41     | 2      |
| 2011-2012              | Porto                  | PL                     | 22         | 1          | CP+CdL          | 1+2             | 0               | UCL+UEL            | 6+2                | 0                  | SP+SU       | 0+1         | 0           | 34     | 1      |
| 2012-2013              | Porto                  | PL                     | 24         | 1          | CP+CdL          | 1+5             | 0+1             | UCL                | 6                  | 0                  | SP          | 1           | 0           | 37     | 2      |
| 2013-2014              | Porto                  | PL                     | 25         | 0          | CP+CdL          | 4+4             | 1+0             | UCL+UEL            | 6+5                | 0                  | SP          | 1           | 0           | 45     | 1      |
| Totale Porto           | Totale Porto           | Totale Porto           | 142        | 2          |                 | 35              | 3               |                    | 55                 | 1                  |             | 5           | 0           | 237    | 6      |
| 2014-2015              | Manchester City        | PL                     | 25         | 2          | FACup+CdL       | 2+0             | 0               | UCL                | 5                  | 0                  | CS          | 1           | 0           | 33     | 2      |
| 2015-2016              | Manchester City        | PL                     | 24         | 2          | FACup+CdL       | 3+5             | 0               | UCL                | 10                 | 0                  | -           | -           | -           | 42     | 2      |
| 2016-2017              | Manchester City        | PL                     | 15         | 0          | FACup+CdL       | 4+2             | 0               | UCL                | 6                  | 0                  | -           | -           | -           | 27     | 0      |
| Totale Manchester City | Totale Manchester City | Totale Manchester City | 64         | 4          |                 | 16              | 0               |                    | 21                 | 0                  |             | 1           | 0           | 102    | 4      |
| 2017-2018              | Galatasaray            | SL                     | 25         | 2          | CT              | 1               | 0               | UEL                | 0                  | 0                  | -           | -           | -           | 26     | 2      |
| 2018-2019              | Galatasaray            | SL                     | 22         | 2          | CT              | 4               | 0               | UCL+UEL            | 4+1                | 0                  | ST          | 1           | 0           | 32     | 2      |
| Totale Galatasaray     | Totale Galatasaray     | Totale Galatasaray     | 47         | 4          |                 | 5               | 0               |                    | 5                  | 0                  |             | 1           | 0           | 58     | 4      |
| 2019-2020              | Siviglia               | PD                     | 34         | 2          | CR              | 1               | 1               | UEL                | 7                  | 0                  | -           | -           | -           | 42     | 3      |
| 2020-2021              | Siviglia               | PD                     | 31         | 3          | CR              | 5               | 0               | UCL                | 7                  | 0                  | SU          | 1           | 0           | 44     | 3      |
| 2021-2022              | Siviglia               | PD                     | 24         | 1          | CR              | 0               | 0               | UCL+UEL            | 6+2                | 0                  | -           | -           | -           | 32     | 1      |
| 2022-2023              | Siviglia               | PD                     | 22         | 0          | CR              | 4               | 0               | UCL+UEL            | 1+9                | 0+0                | -           | -           | -           | 36     | 0      |
| lug.-dic. 2023         | Siviglia               | PD                     | 8          | 0          | CR              | 1               | 0               | UCL                | 4                  | 0                  | -           | -           | -           | 13     | 0      |
| Totale Siviglia        | Totale Siviglia        | Totale Siviglia        | 119        | 6          |                 | 11              | 1               |                    | 36                 | 0                  |             | 1           | 0           | 166    | 7      |
| gen.-feb. 2024         | Vila Nova              | PD/GO+B                | 6+0        | 0+0        | CB              | -               | -               | -                  | -                  | -                  | -           | -           | -           | 6      | 0      |
| Totale Vila Nova       | Totale Vila Nova       | Totale Vila Nova       | (?+6)+57   | ?+3        |                 | 2               | 0               |                    | -                  | -                  |             | -           | -           | 65     | 3      |
| feb.-dic. 2024         | Internacional          | PD/RS+A                | 0+24       | 0+1        | CB              | 3               | 0               | CS                 | 4                  | 0                  | -           | -           | -           | 31     | 1      |
| gen.-ago. 2025         | Internacional          | PD/RS+A                | 9+6        | 1+0        | CB              | 2               | 0               | CL                 | 6                  | 1                  | -           | -           | -           | 23     | 2      |
| Totale Internacional   | Totale Internacional   | Totale Internacional   | 9+30       | 1+1        |                 | 5               | 0               |                    | 10                 | 1                  |             | -           | -           | 54     | 3      |
| Totale carriera        | Totale carriera        | Totale carriera        | 500        | 22         |                 | 79              | 4               |                    | 127                | 2                  |             | 8           | 0           | 714    | 28     |

## Palmarès

### Club

#### Competizioni statali
- Campionato Goiano: 1

Vila-Nova: 2005
- Campionato Gaúcho: 1

Internacional: 2025

#### Competizioni nazionali
- Campionato portoghese: 3

Porto: 2008-2009, 2010-2011, 2011-2012
- Coppa del Portogallo: 3

Porto: 2008-2009, 2009-2010, 2010-2011
- Supercoppa di Portogallo: 2

Porto: 2009, 2010
- Coppa di Lega inglese: 1

Manchester City: 2015-2016
- Campionato turco: 2

Galatasaray: 2017-2018, 2018-2019
- Coppa di Turchia: 1

Galatasaray: 2018-2019

#### Competizioni internazionali
- UEFA Europa League: 3

Porto: 2010-2011
Siviglia: 2019-2020, 2022-2023

### Nazionale
- Campionato sudamericano Under-20: 1

2007